# Chrysallida connexa
Chrysallida connexa is een slakkensoort uit de familie van de Pyramidellidae. De wetenschappelijke naam van de soort is voor het eerst geldig gepubliceerd in 1912 door Dautzenberg.